# Bundesamt für Verfassungsschutz
L'Ufficio federale per la protezione della Costituzione (in tedesco: Bundesamt für Verfassungsschutz, BfV) è un servizio informazioni (agenzia di intelligence) tedesco che esercita la sua attività sul territorio nazionale, e la cui missione principale è la sorveglianza delle attività contrarie alla Legge fondamentale della Repubblica Federale di Germania (Grundgesetz).
È posto sotto l'autorità del Ministro federale degli Interni ed è diretto da un Presidente. Nel 2011, vi lavoravano ben 2.823 funzionari e dipendenti. La base giuridica del "BfV" è la legge di protezione della Costituzione (Bundesverfassungsschutzgesetz) del 20 dicembre 1990 (entrata in vigore il 30 dicembre 2006).
La sua sede principale si trova nel quartier generale di Volkhoven/Weiler a Colonia.
È membro dell'Istituto europeo per le norme di telecomunicazione (ETSI).

## Organizzazione

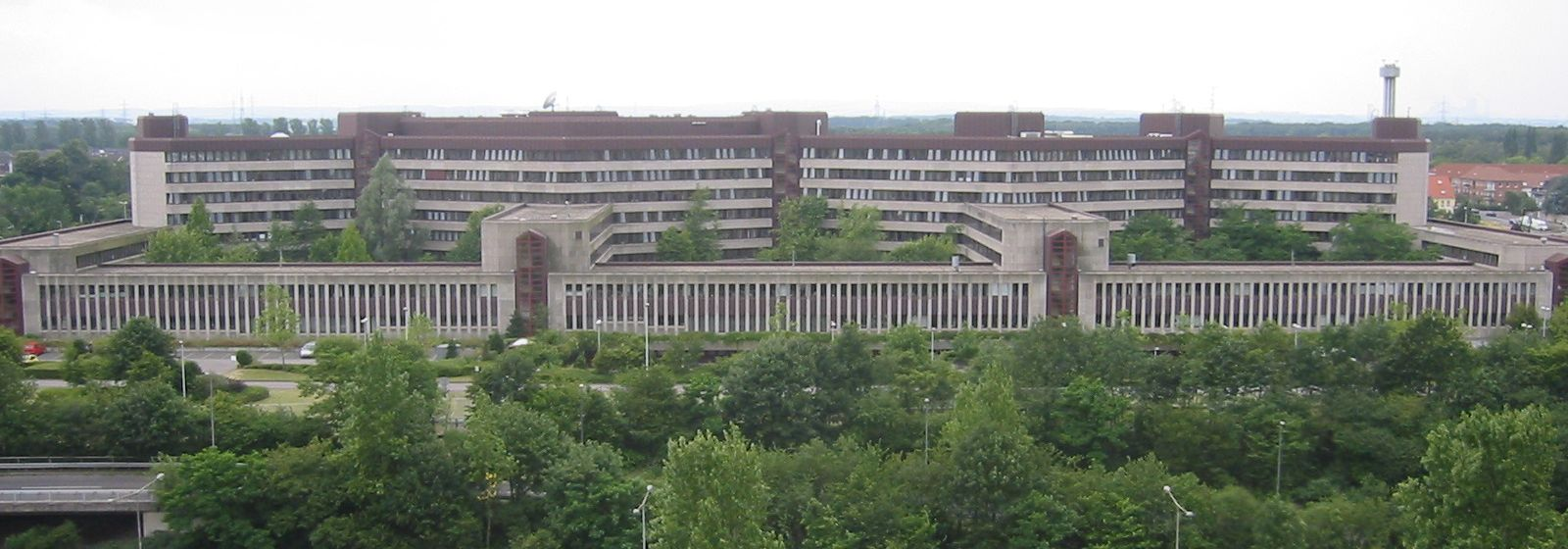
Quartier generale BfV a Colonia

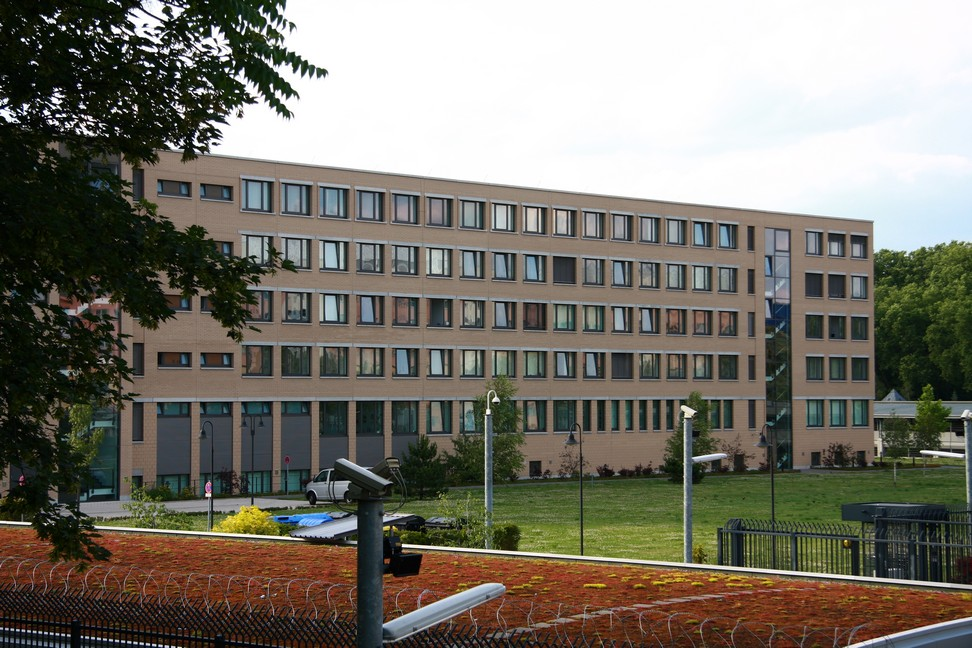
Quartier generale BfV a Berlino

Il "BfV" è diretto da un Presidente (attualmente è Hans-Georg Maaßen) e da un Vice Presidente (attualmente è Alexander Eisvogel) ed è organizzato in 8 dipartimenti:
| Nome dipartimento | Tipo dipartimento |
| Dipartimento Z    | Amministrazione |
| Dipartimento IT   | Telecomunicazione e Cyber-conflitti                                                                                           |
| Dipartimento 1    | Servizio Centrale e supporto                                                                                                  |
| Dipartimento 2    | Estremismo (destra e sinistra politica)                                                                                       |
| Dipartimento 3    | Centrale Supporto Tecnico |
| Dipartimento 4    | Controspionaggio, protezione, sicurezza e anti sabotaggio                                                                     |
| Dipartimento 5    | Attività pericolosa per la sicurezza e l'attività degli estremisti che sono effettuati da stranieri o provenienti dall'estero |
| Dipartimento 6    | Estremismo e terrorismo islamico                                                                                              |

## Presidenti
Il direttore generale del "BfV" è un Presidente. Le seguenti personalità hanno occupato tale incarico a partire dal 1950:
| Presidenti del Bundes für Verfassungsschutz (BfV) |                       |                     |                    |
|                                                   | Nome (lived)          | Inizi dell'incarico | Fine dell'incarico |
| 1                                                 | Otto John             | 1950                | 1954               |
| 2                                                 | Hubert Schrübbers     | 1955                | 1972               |
| 3                                                 | Günther Nollau        | 1972                | 1975               |
| 4                                                 | Richard Meier         | 1975                | 1982               |
| 5                                                 | Heribert Hellenbroich | 1983                | 1985               |
| 6                                                 | Ludwig-Holger Pfahls  | 1985                | 1987               |
| 7                                                 | Gerhard Boeden        | 1987                | 1991               |
| 8                                                 | Eckart Werthebach     | 1991                | 1995               |
| 9                                                 | Hansjörg Geiger       | 1995                | 1997               |
| 10                                                | Peter Frisch          | 1997                | 2000               |
| 11                                                | Heinz Fromm           | 2000                | 2012               |
| 12                                                | Hans-Georg Maaßen     | 2012                | 2018               |
| 13                                                | Thomas Haldenwang     | 2018                | in carica          |